# Joensuunsaari (ö i Birkaland)
Joensuunsaari är en ö i Finland. Den ligger i sjön Palovesi och Jäminginselkä och i kommunen Ruovesi i den ekonomiska regionen  Övre Birkalands ekonomiska region  och landskapet Birkaland, i den södra delen av landet, 200 km norr om huvudstaden Helsingfors. Öns area är 4,1 hektar och dess största längd är 330 meter i sydöst-nordvästlig riktning.